# 689.
◄ | 6. stoljeće | 7. stoljeće | 8. stoljeće | ►
◄ | 650-ih | 660-ih | 670-ih | 680-ih | 690-ih | 700-ih | 710-ih | ►
◄◄ | ◄ | 686. | 687. | 688. | 689. | 690. | 691. | 692. | ► | ►►
Astronomija • Književnost • Kršćanstvo • Pravo • Promet

## Smrti
- 8. srpnja – Kilijan, irski redovnik i svetac (* 640.)

## Vanjske poveznice
|  | Zajednički poslužitelj ima još gradiva o temi 689. |